# James Mackin
James Mackin (* 25. Dezember 1822 in Newburgh, New York; † März 1887) war ein US-amerikanischer Händler, Bänker und Politiker.

## Werdegang
Die Jugendjahre von James Mackin waren von der Wirtschaftskrise von 1837 überschattet und die Folgejahre vom Mexikanisch-Amerikanischen Krieg. Mackin lebte in Fishkill Landing (heute Beacon), wo er als Händler und Immobilienmakler tätig war. Während der Präsidentschaft von Zachary Taylor wurde er zum Postmeister von Fishkill ernannt – ein Posten, den er ungefähr vier Jahre lang innehatte. Am 8. Juli 1858 heiratete er Sarah E. Wiltse († 1862).
Mackin war Mitglied der Whig Party, trat aber nach der Gründung der Republikanischen Partei im Jahr 1855 der Partei bei. Er war 1858 und 1859 Supervisor der Town von Fishkill und 1859 Vorsitzender des Board of Supervisors. 1859 saß er für den 1. Bezirk (Dutchess County) in der New York State Assembly. Die Folgejahre waren vom Bürgerkrieg überschattet. 1872 war er Präsident der Village von Fishkill Landing. Er saß 1873, 1874 und 1875 erneut in der New York State Assembly. In jener Zeit trat er der Demokratischen Partei bei. 1876 nahm er als Delegierter an der Democratic National Convention in St. Louis (Missouri) teil. Mackin war von 1878 bis 1879 Treasurer of State von New York. Bei seiner Wiederwahlkandidatur im Jahr 1879 erlitt er eine Niederlage gegenüber dem Republikaner Nathan D. Wendell.
Am 10. Oktober 1878 versuchten Bankräuber die First National Bank of Fishkill Landing zu berauben, von welcher Mackin der Präsident war. Mackin heiratete am 13. November 1878 in St. Louis Sallie Britton, Tochter von James H. Britton, von 1875 bis 1876 Bürgermeister von St. Louis.
Mackin saß 1882 und 1883 für den 13. Bezirk im Senat von New York.
Er wurde auf dem Friedhof der Reformed Dutch Church in Fishkill Landing beigesetzt, in derselben Gruft, wie seine erste Ehefrau.
1895 veröffentlichte seine Witwe ihre Memoiren International Reminiscences.